# Ján Valent
Ján Valent (* 27. prosince 1957) je bývalý slovenský fotbalista, obránce. Po skončení aktivní kariéry působí v Šale jako fotbalový funkcionář.

## Fotbalová kariéra
V československé lize hrál za Plastiku Nitra. Nastoupil ve 40 ligových utkáních. V nižší soutěži hrál i za Slovan Duslo Šala.

## Ligová bilance
| Ročník                                   | Zápasy | Góly | Klub           |
| ---------------------------------------- | ------ | ---- | -------------- |
| 1. československá fotbalová liga 1981/82 | 6      | 0    | Plastika Nitra |
| 1. československá fotbalová liga 1982/83 | 5      | 0    | Plastika Nitra |
| 1. československá fotbalová liga 1983/84 | 29     | 0    | Plastika Nitra |
| CELKEM                                   | 40     | 0    |                |